# Świętosława
Pour les articles homonymes, voir Sigrid (homonymie).
Sigrid Storråda, plus connue sous son prénom polonais Świętosława (prononcer chvietoswava), parfois citée en utilisant le nom germanique Gunhild, était une duchesse polonaise qui est devenue successivement reine de Suède et reine de Danemark. Elle est la mère de Canut le Grand (aussi nommé Knut ; roi de Danemark, d’Angleterre et de Norvège) et d’Olof Skötkonung (roi de Suède).

## Origine
Fille de Mieszko Ier de Pologne et de Dubravka, sœur de Boleslas Ier le Vaillant, elle est née vers 970 à Poznań. Selon Thietmar de Mersebourg, le roi Sven aurait épousé non pas la fille mais la sœur du roi Borislav et en aurait eu deux fils : Knut et Harald.
De leur côté, les sagas nordiques différencient formellement « Gunnhild » la première épouse de Sven de la seconde « Sigrid Storråda », dont le père serait le Viking Skoglar Toste.
À l’exception de ses mariages et de ses enfants, au sujet desquels les historiens n’ont pas de certitudes, peu de choses sont connues de la vie de Swietoslawa.
Son nom slave de Świętosława a été reconstitué à partir d’une simple mention concernant sa fille (Santslaue soror CNVTI regis nostri) sur un document retrouvé dans une abbaye anglaise, suivant l’hypothèse que la fille portait le nom de la mère.

## Mariages
Entre 980 et 988, pour des raisons politiques, elle aurait épousé Éric VI de Suède (Éric VI le Victorieux), Mieszko voulant construire une alliance contre les Danois,.
En 998, trois ans après la mort d’Éric VI, elle aurait épousé Sven Ier (v. 960-1014), roi de Danemark (v. 985-1014),. Une source danoise parle de Første ægteskab: Gunhild af Venden, datter af polsk hertug: ce qui signifie « Premier mariage [de Sven] : Gunhild de Venden, fille du duc de Pologne ». À l’époque, Venden ou Wendes était le mot utilisé pour désigner les tribus polonaises, voire les slaves occidentaux. Gunhild est l’autre nom de Swietoslawa. Le duc de Pologne, c'est Mieszko Ier.
Ce mariage est d'une grande importance historique, Swietoslawa étant la fille et la sœur de souverains polonais, la femme et la mère de souverains régnant sur la Suède, la Norvège, le Danemark et l’Angleterre. En Scandinavie, elle est connue sous le nom de Sigrid (Sigrid Storrada, Sigrid Storråda, Sigrid la Hautaine, Sigrid l'Altière). C’est sous ce nom qu’elle est mentionnée dans les sagas nordiques.

## Descendance
- Avec Éric VI de Suède :
  - Olaf III Eriksson Skötkonung, roi de Suède.

- Avec Sven Ier Tveskägg :
  - Knut le Grand (v. 994-1035), roi d'Angleterre de 1016 à 1035 sous le nom de Canut Ier, de Danemark de 1018 à 1035 et de Norvège de 1028 à 1035. Il a probablement passé sa jeunesse en Pologne après la séparation de ses parents ;
  - Harald II Svensson, roi de Danemark ;
  - Estrid Svendsdatter ;
  - Swietoslawa ;